# Stàraia Krassavka
Stàraia Krassavka (en rus: Старая Красавка) és un poble de l'óblast de Saràtov, a Rússia, segons el cens del 2010 tenia 66 habitants. Pertany al districte municipal de Líssie Gori.